# Jorge Arturo Mendoza Huertas

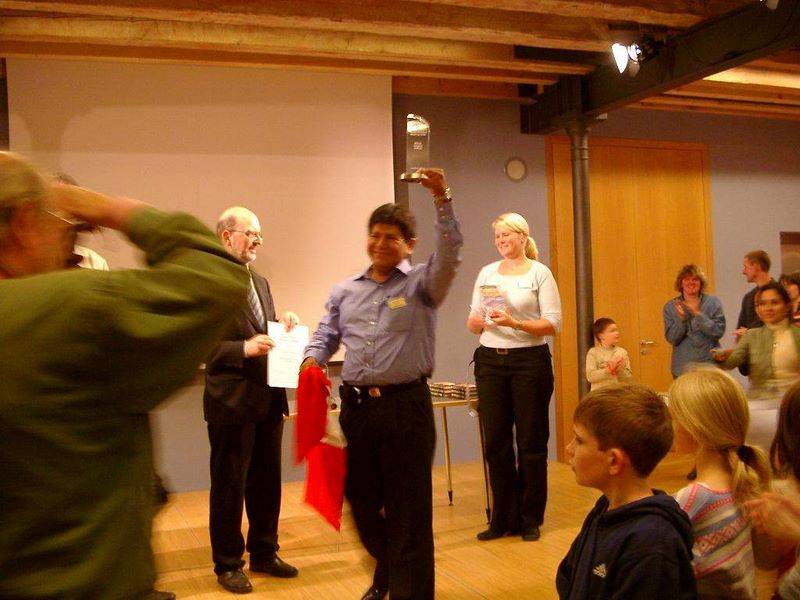
Arturo Mendoza

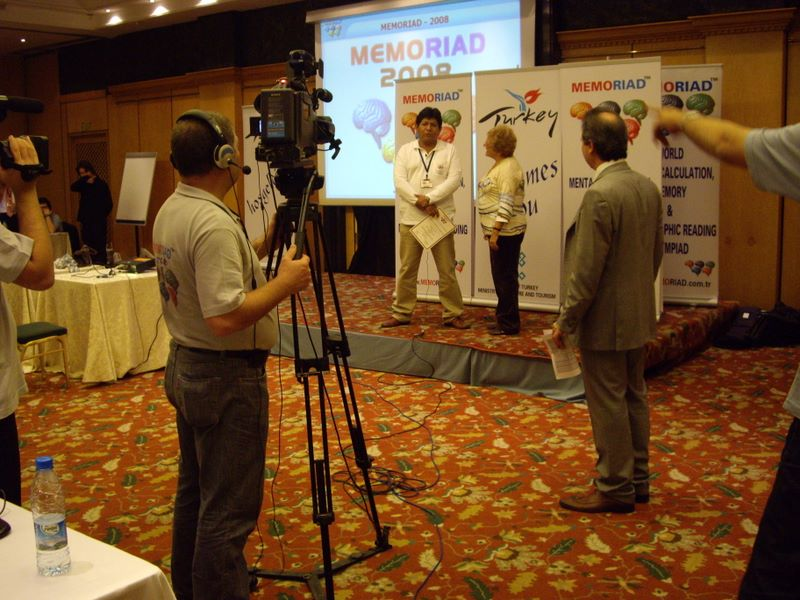
Arturo Mendoza en el Memoriad

Jorge Arturo Mendoza Huertas (Piura, 4 de julio de 1971) es un prodigio peruano en cálculo mental. En el Campeonato Mundial de Cálculo Mental realizado en Giessen (Alemania), ocupó el Primer puesto en la Categoría Adición. En el siguiente Campeonato Mundial celebrado en Leipzig, obtuvo el tercer puesto en el cómputo general. Es profesor académico y hábil en el manejo de las matemáticas.
Participó en Miami en el Programa de Don Francisco Presenta, y es considerado un SuperCerebro por la revista National Geographic.

## Inicios
En una reciente entrevista, la calculadora humana cuenta que las primeras muestras de su talento se manifestaron casi de manera espontánea, en medio de las sumas y restas que realizaban cotidianamente sus padres, dos sencillos comerciantes radicados en Piura. Al darse cuenta de su don, estos quisieron advertir de ello a sus maestros, no obstante Mendoza Huertas se opuso, pues quería continuar siendo un "alumno como todos”.
Después de haber realizado estudios en la Universidad Nacional de Piura, se desempeña en la actualidad como Entrenador Internacional de Cálculo Mental, Empresario, asesor , y conferenciante de técnicas de matemática operativa. Es autor además de varios libros sobre cálculo mental. En los últimos años ha realizado demostraciones de su capacidad mental en diversos medios de comunicación a nivel mundial.
Gracias a su talento innato y a una perseverancia férrea, que le permitieron doblegar circunstancias económicas adversas, Mendoza Huertas se ha convertido, junto con el actual campeón del mundo Alberto Coto y Robert Fountain, en uno de los tres hombres más rápidos en el mundo del cálculo mental.

## Campeonatos mundiales y récord Guiness
En los dos últimos campeonatos mundiales del cálculo mental, el calculista peruano ha obtenido los siguientes títulos:
- Campeón del Mundo en Suma o adición: Giessen, 2006
- Tercero en la clasificación general: Giessen, 2006
- Tercero en la clasificación general: Leipzig, 2008
- Campeón del Mundo en la Categoría Operaciones Sorpresa con un perfecto de 200 puntos Leipzig, 2008

Considerado un SUPERCEREBRO por NATGEO
Récords homologados:
- Suma de 100 dígitos simples en 18,23 segundos (récord Guinness)